# Formica aquilonia
Formica aquilonia е вид ципокрило насекомо от семейство Мравки (Formicidae). Видът е почти застрашен от изчезване.

## Разпространение и местообитание
Разпространен е в Австрия, Беларус, България, Великобритания, Германия, Естония, Италия, Латвия, Норвегия, Русия, Сърбия, Финландия, Франция, Швейцария и Швеция.
Обитава гористи местности, ливади, крайбрежия и плажове. Среща се на надморска височина от 344,9 до 740,1 m.